# Rumsvektor

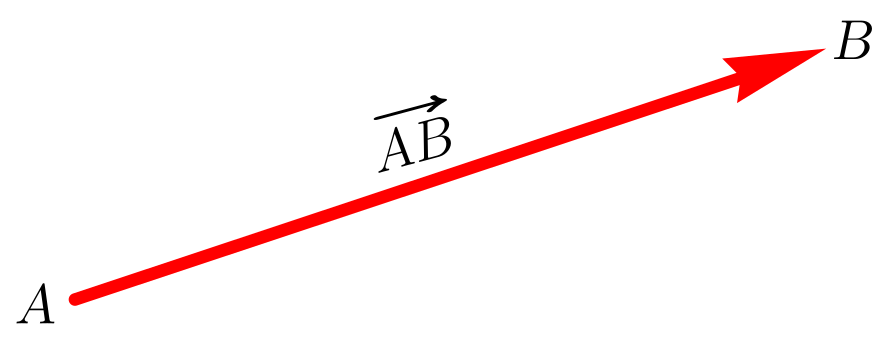
En vektor som pekar från A till B

Inom matematik, fysik och ingenjörsvetenskap, är en euklidisk vektor (ibland kallad geometrisk eller rumslig vektor, eller — som här — endast vektor) är ett geometriskt objekt som har en magnitud (eller längd) och riktning. Vektorer kan adderas till andra vektorer i enlighet med vektoralgebran. En euklidisk vektor är ofta representerad som ett riktat linjesegment, eller grafiskt som en  pil förbindande en startpunkt A med en ändpunkt B  och betecknad {\displaystyle {\overrightarrow {AB}}.}
En vektor är vad som behövs för att "bära" punkten A till punkten B; det latinska ordet vektor betyder "bärare". Den användes först av astronomer under 1800-talet för att undersöka planeters rotation kring solen.  
Vektorns storlek är avståndet mellan de två punkterna och riktningen syftar på förskjutningen mellan A to B. Många algebraiska operationer på reella tal såsom addition, subtraktion, multiplikation och negation har nära analogier för vektorer,  operationer vilka följer de bekanta lagarna om kommutativitet, associativitet och distributivitet.  Dessa operationer och associerade lagar kvalificerar euklidiska vektorer som ett exempel på det mera generaliserade begreppet av vektorer definierade som element tillhörande ett vektorrum.  
Vektorer är viktiga inom fysiken: ett rörligt objekts hastighet och riktning och de krafter som verkar på objektet kan alla beskrivas med vektorer. Många andra fysiska kvantiteter går att meningsfullt föreställas som vektorer. Även om de i flertalet fall inte representerar avstånd och förskjutningar, kan deras storlek och riktningar ändå beskrivas med en pils storlek och riktning. Den matematiska representationen av en fysikalisk vektor beror på det koordinatsystem som används för att beskriva det fysikaliska systemet.
En vektor kan formellt definieras av hur den beter sig i förhållande till rummets koordinatsystem under rotation. 
En rumsvektor är ett specialfall av en tensor och är också analog med en fyr-vektor inom relativitetsteorin.